# Vulva

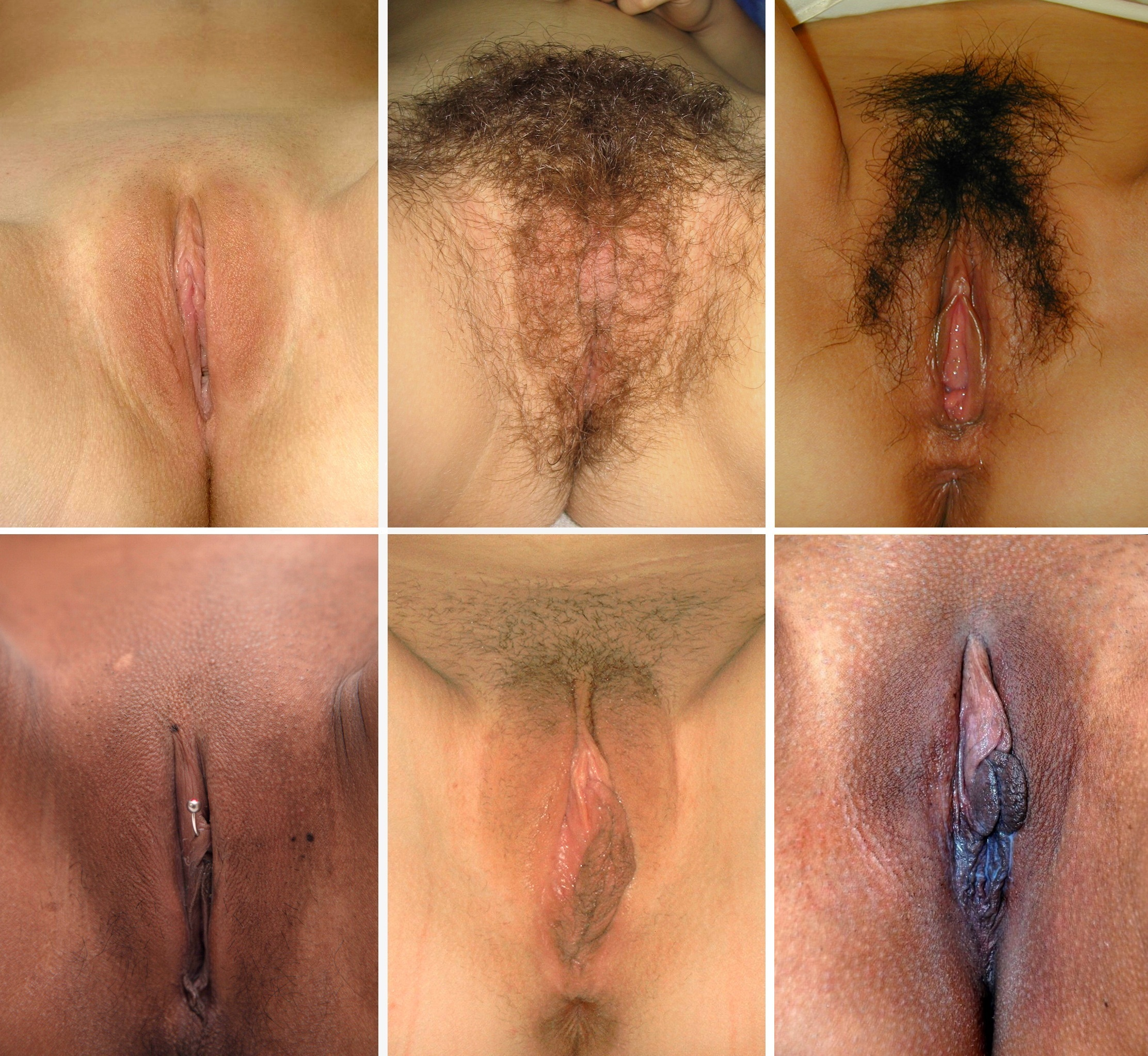
Vulvor visar stor variation i utseende; samtliga är att anse som normala.

Vulva eller (kvinnans) blygd är en sammanfattande term för de yttre kvinnliga könsorganen, men ordet och dess synonymer används vardagligt om könsorganet i allmänhet. Till de yttre könsorganen räknas venusberget, de yttre och inre blygdläpparna, klitorishuvan, klitorisollon, klitoris, förgården, Bartholins körtlar, Skenes körtlar, Fordyces körtlar och mellangården (perineum).

## Naturlig variation
Utseendet visar mycket stor variation i storlek, form och färg.
En gynekologisk studie genomförd på 50 slumpvist utvalda kvinnor mellan 18 och 50 år gamla (medelålder 35,6 år), vid Elizabeth Garret Anderson Hospital i London fick följande resultat:
| Mått                                             | Spännvidd   | Genomsnitt [SD] |
| ------------------------------------------------ | ----------- | --------------- |
| Kittlare (mm)                                    | 5–35 mm     | 19.1 [8.7] mm   |
| Klitorisollon bredd(mm)                          | 3–10 mm     | 5.5 [1.7] mm    |
| Avstånd mellan klitoris och urinrörsöppning (mm) | 16–45 mm    | 28.5 [7.1] mm   |
| Yttre blygdläppens längd (cm)                    | 7.0–12.0 cm | 9.3 [1.3] cm    |
| Inre blygdläppens längd (mm)                     | 20–100 mm   | 60.6 [17.2] mm  |
| Inre blygdläppens vidd (mm)                      | 5–60 mm     | 21.8 [9.4] mm   |
| Mellangårdens längd (mm)                         | 15–55 mm    | 31.3 [8.5] mm   |
| Slid-djup (cm)                                   | 6.5–12.5 cm | 9.6 [1.5] cm    |

| Tannerstadie (n)                      | Tannerstadie (n) |
| ------------------------------------- | ---------------- |
| IV                                    | 4 st             |
| V                                     | 46 st            |
| Hudfärg jämförd med omgivande hud (n) |                  |
| Lika                                  | 9 st             |
| Mörkare                               | 41 st            |
| Inre blygdläppens skrynklighet (n)    |                  |
| Slät                                  | 14 st            |
| Moderat                               | 34 st            |
| Markant                               | 2 st             |

## Vardagliga synonymer

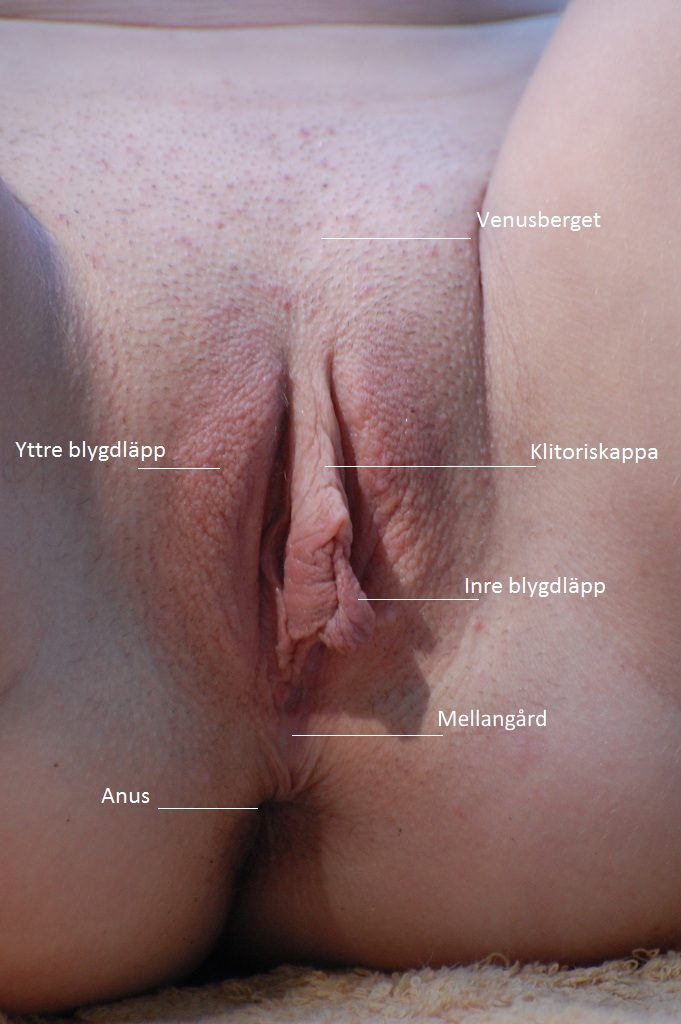
Vulva där könshåret har avlägsnats genom rakning eller vaxning och med anatomiska detaljer utmärkta.

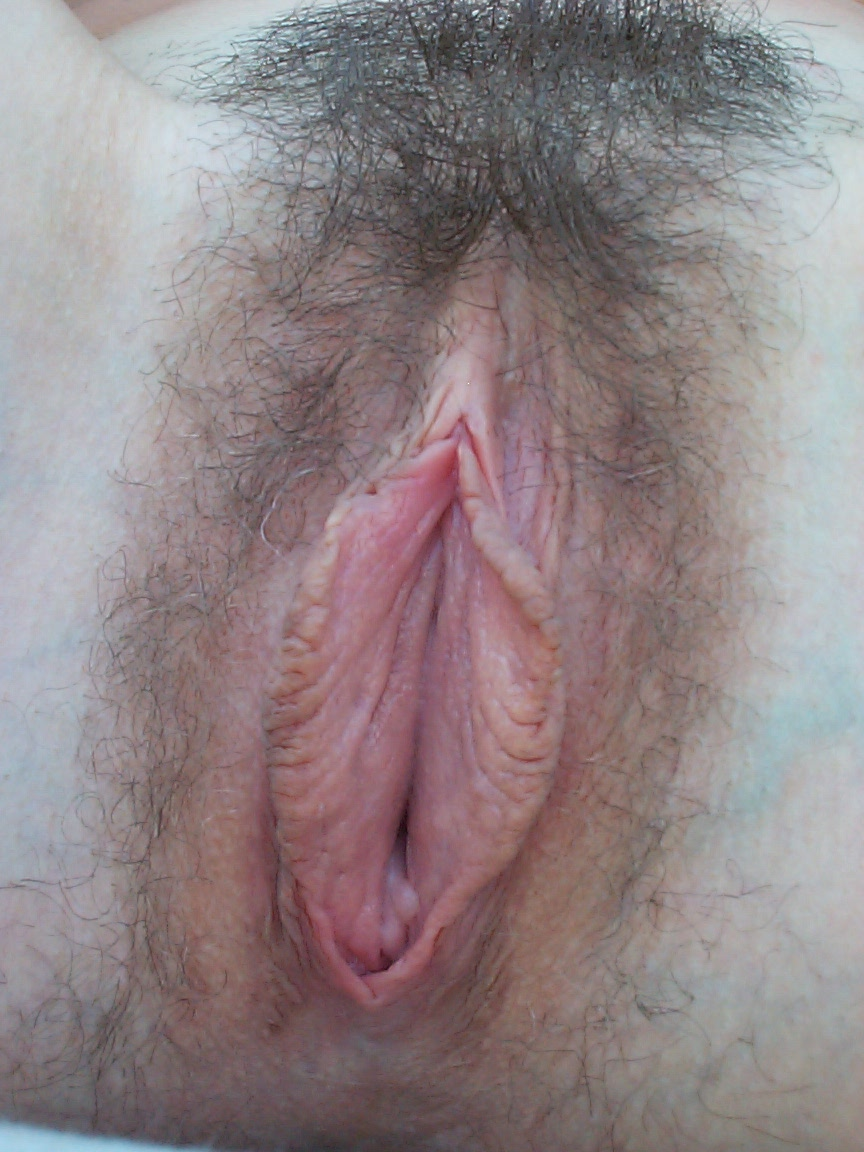
Vulva med könshår.

I alfabetisk ordning:

### Fitta
Enligt Nationalencyklopedins ordbok är ordet fitta känt åtminstone sedan ca 1650. Ursprunget är omstritt, men det kan komma från ett ålderdomligt ord för "något svällande", besläktat med "fet" men även med isländskans fita, "fet vätska" eller bara "fett".  
En annan tolkning är att det hör ihop med det fornsvenska fitja (jämför Fittja), "våt ängsmark", "strandäng", "sumpmark". En annan teori är att ordet härletts ur det fornskandinaviska ordet fuð i betydelsen "vulva".

### Framstjärt
Liksom framrumpa ett eufemistiskt ord. Enligt Anderz Harnings kåseri Hemska ord i stället för förfärliga ord var det anbefallt under 60-talet: "Det här är ju ett barnavårdsärende. Ni vet ju att det heter framstjärten och bakstjärten".

### Kolpo
Från gr. κόλπος kólpos, "barm [primärbetydelse]; vagina". Används som förled på liknade sätt inom medicin, till exempel kolposkopi, kolporafi.

### Kutta
Varianter av ordet är konta, kunta och katta. Troligen ett av de äldsta orden fortfarande i bruk. Besläktat med engelskans cunt från latinets cunnus (jfr cunnilingus).

### Mus
Bellman talte om det kvinnliga könet med detta ord: "Lät mig ta din lilla mus", medan Swensk Ordabok, som förklarar mus med membrum genitale foeminineum, utgavs av Jesper Swedberg på 1720-talet.

### Mutta
Funnits i svenskan länge, 1860-talet anges ordet definitivt vara belagt. Ursprunget är antingen mutta som dialektalt uttryck för "liten grop", eller en sammandragning av "mus" och "kutta". Andra former av ordet är mutt och tuttemutta.

### Snippa
År 2002 lanserades ordet snippa på Malmö förskolor, under en kampanj bland annat stödd av RFSU. Det var socialpedagogen Anna Kosztovic som också var ordförande i Malmös RFSU-avdelning som initierade kampanjen. Hon hade själv funderat över ett vardagligt ord för flickors könsorgan, som en motsvarighet till snopp, när hon väntade barn. Hon tyckte att de befintliga orden var alltför sexualiserade eller för kliniska. Efter bland annat ha frågat runt bekantskapskretsen, berättade en väninna att hon använde ordet snippa vilket även hennes mor använt. Under kampanjen besökte hon ett femtiotal förskolor. Kampanjen blev delvis ifrågasatt, där kritikerna menade att det redan fanns många ord, men framförallt framgångsrik.

### Sköte
Benämning som avser de inre delarna (slida och livmoder) av det kvinnliga könsorganet men även som benämning av en sittande kvinnas famn. Används i biblisk och islamsk text som beskrivning av kvinnans könsorgan.

### Slida
I vardagligt språk används slida felaktigt som en generell benämning på de kvinnliga könsorganen trots att slida i strikt bemärkelse är en specifik inre struktur, vaginan, medan vulva är de yttre genitalierna.

### Vagina
Latin för slida, avser den slemhinneklädda muskulösa kanalen upp till livmodern. Vagi- används som förled för kliniska benämningar som t.ex. bakteriell vaginos, per vaginam, vagitorium, vaginalskum, garrulitas vaginae.

## Erektion
Klitoris består av svällkroppsvävnad som vid upphetsning blodfylls och styvnar. Detta gäller både klitorisollon, det som syns som yttre könsorgan, och de delar av klitoris som ligger invändigt, klitoris skaft och skänklar. Storleken på en kvinnas erektion varierar en hel del, men det påverkar inte möjligheterna till sexuell stimulans. För kvinnor innebär erektion också att även bröstvårtorna kan styvna och förstoras.